# Tamale (cântec)
„Tamale” este un cântec de Tyler, The Creator din al doilea lui album, Wolf (2013). Cântecul a fost scris și produs doar de el și a fost lansat pe 2 aprilie 2013 cu restul albumului. Videoul cântecului a fost lansat pe 8 octombrie 2013.